# Brierfield
Brierfield – miasto w Anglii, w hrabstwie Lancashire, w dystrykcie Pendle. Leży 40 km na północ od miasta Manchester i 294 km na północny zachód od Londynu. W 2001 miasto liczyło 8199 mieszkańców.